# Congonhas
Congonhas es un municipio brasileño del estado de Minas Gerais. Su población estimada en 2018 es de 54 196 habitantes, según el Instituto Brasileño de Geografía y Estadística (IBGE).

## Toponimia
El nombre del municipio (Congonhas do Campo hasta 1948) tiene origen en un arbusto muy abundante en la región.

## Historia
Los primeros habitantes eran bandeirantes que exploraron la región del río Paraopeba en búsqueda de oro. Entre ellos se encontraba Feliciano Mendes, quien, después de muchos años de trabajo, enfermó gravemente y, quedando imposibilitado de continuar en la extracción del oro, prometió construir un templo como el que había en Braga, el Santuario del Buen Jesús del Monte, su tierra natal, en el caso de curarse. Al curarse comenzó a juntar limosnas e inició la construcción del Santuario del Buen Jesús de Congonhas.
La parroquia de Nossa Senhora da Conceição de Campo fue creada el 6 de noviembre de 1746. Dependiente del municipio de Ouro Preto, en 1923 fue subordinado a Conselheiro Lafaiete. El distrito fue elevado a la categoría de municipio en 1938.

## Clima
Según la clasificación climática de Köppen, el municipio se encuentra en el clima tropical de altitud Cwa.